# Licaria dolichantha
Licaria dolichantha är en lagerväxtart som beskrevs av Wilhelm Sulpiz Kurz. Licaria dolichantha ingår i släktet Licaria och familjen lagerväxter. Inga underarter finns listade i Catalogue of Life.